# Spøgelse med Forkølelse
Spøgelse med Forkølelse  er det første PC-spil i Bellini-serien og var det første store spil, som spilfirmaet Savannah lavede i 1997.  
Historien handler om, hvordan drengen Dennis bliver tryllet om til et spøgelse og flyttede fra det varme børneværelse til det kolde loft. Hele huset bliver trist efter Dennis forsvinden, og spilleren må sammen med musen Don, fluen Sue og hunden Herman få ophævet fortryllelsen. Dennis' forældre er ikke meget bevendt, da de savner deres dreng. De tror ikke på spøgelser, så de ser ham ikke, når de kikker oppe på loftet.
Undervejs i spillet skal man finde tryllestave og snakke med Dennis samt dyr og ånder. Med tryllestaven kan man trylle sig om til en mus, flue og hund. Senere skal man forhindre troldmanden onkel Bellini i at suge familiens drømme op med en støvsuger, så man kan åbne den hemmelige indgang til kælderen. Til sidst i spillet ender man nede i kælderen, hvor man sammen med onkel Bellini forsvinder ind i en drømmebog. I drømmen bruger man Don, Sue og Herman til at forsvare sig mod forskellige dyr og til at finde onkel Bellinis hvide kanin, så han kan trylle Dennis tilbage til en dreng igen.
Da Spøgelse med forkølelse udkom blev det rost til skyerne af anmelderne og ligefrem kaldt “verdens bedste børnespil”.
Børnene var også vilde med Spøgelse med Forkølelse, der nok er det mest sælgende danske børnespil nogensinde, og som med 250.000 solgte eksemplarer i Danmark alene lå i cdrom-drevet hos næsten alle børnefamilier.
I 2022 og dermed 25 år efter udgivelsen er spillet blevet genskabt til de mobile platforme, både iOS og android.